# Walter B. Miller
Walter Benson Miller (Philadelphia, 7 de fevereiro de 1920 - Massachusetts, 28 de março de 2004) foi um renomado antropólogo que pesquisou as gangues estadunidenses formadas por jovens e os crimes praticados por esses jovens. Seu longo trabalho com gangues se tornou referência nos estudos sobre criminologia e violência dentro dos Estados Unidos. Miller também era músico, tocava trompete e cantava na banda Blue Horizon Jazz Band.
Entre suas publicações mais influentes estão: Lower Class Subculture as a Generating Milieu of Gang Delinquency, de 1956; The Journal of Criminal Law and Criminology, 1973; Youth Gangs in the Urban Crisis Era, de 1976; The Growth Of Youth Gang Problems, de 1998.

## Biografia[1][2][3]
Walter Benson Miller nasceu em 7 de fevereiro de 1920, na Philadelphia. Morreu em 28 de março de 2004, em sua casa, na cidade de Cambridge, Massachusetts. Em sua renomada carreira como antropólogo, estudou as gangues de jovens norte-americanas.
Seu trabalho trata sobre como as relações culturais de um grupo de indivíduos que vivem em um meio impactam as atividades diárias desses indivíduos. Miller também era música e membro da banda Blue Horizon Jazz Band.

### Primeiros Estudos
Miller foi membro da Phi Beta Kappa Society – a mais velha e consagrada “Honor Society” sobre artes liberais e ciências. Na universidade de Chicago, se graduou com M.A. em antropologia, e Ph.D em relações sociais.
Durante seu trabalho no Departamento de Antropologia da Universidade de Chicago, viveu com a tribo Meskwaki, ou Índios Fox, grupo de nativos norte-americanos que vivem na região de Wisconsin, Iowa. O projeto, intitulado “Fox indian Applied Anthropology”, durou de 1948 a 1953.

### MIT Joint Center for Urban Studies
Durante a década de 60, transferiu seus estudos para Harvard, e foi membro do Harvard MIT Joint Center for Urban Studies. Lá, trabalhou com James Q. Wilson e Daniel Patrick Moynuhan.
Miller discordava de outros teóricos que afirmavam que as tradicionais gangues de jovens haviam desaparecido no fim dos anos 50. Ele afirmava que em diversos lugares, como Boston, essas gangues ainda existiam e que apenas algumas características tradicionais haviam desaparecido, como as jaquetas de couro preta estampada.
Miller definia a gangue como um "grupo de jovens que se reúne em algum tipo de localidade fora da casa". Para Miller, muitas pessoas se recusavam a chamar estes grupos de gangue, simplesmente porque não estarem formalizados.
No MIT Joint Center for Urban Studies, Miller também analisou o aumento do número de gangues brancas, em relação às gangues negras de acordo com a proporção de negros para brancos da população norte-americana.

### Trabalho com gangues juvenis
Miller foi diretor do “Roxbury Gang Delinquency Research Project”, parte do comitê do então presidente Kennedy de Delinquência Juvenil e Crimes cometidos por jovens.  Projeto integrava o¬ Departamento de Saúde, Educação e Bem Estar do Instituto Nacional de Saúde Mental dos Estados Unidos, de 1957 até 1964.
Publicou muitos trabalhos sobre as gangues de jovens norte-americanas, incluindo sua maior contribuição, um dos artigos mais citados na literatura sobre criminologia “Lower Class Subculture as a Generating Milieu of Gang Delinquency”.
De 1974 até 1980, Miller trabalhou no Projeto Diretor do “National Youth Gang Survey”, primeiro exame nacional de violência praticada pelas gangues e grupos de jovens, para o Instituto Nacional de Justiça Juvenil e Prevenção da Delinquência, localizado no Centro de Justiça Criminal da Escola de Direito de Harvard. Ele foi um dos fundados do Centro Nacional de Gangues de Jovens “National Youth Gang Center”.
Até sua morte, trabalhou como pesquisador adjunto para o Instituto de Pesquisas Intergovernamental (IIR) em Tallahasse, FL, supervisionando a pesquisa para o “National Youth Gang Center Project Of the Office of Juvenile Justice and Delinquency Prevention, do Departamento de Justiça dos EUA.

### Carreira como Músico[4]
Miller também era músico de jazz, blue e bluegrass. Tocava trompete e era vocalista da banda de Blues Blue Horizon Jazz Band, de Boston. Seu conhecimento e interesse pela música o ajudou a estabelecer contato com os grupos de jovens com os quais trabalhou. Usou seu trabalho como músico para se aproximar dos jovens que estudou, quebrando barreiras de renda, raça, etnia e cultural.

## Obras Influentes

### Lower Class Subculture as a Generating Milieu of Gang Delinquency (1958)
Esta publicação é considerada a principal obra de Miller, e um dos principais estudos sobre criminologia já publicados. Nela, Miller afirma que a os americanos de classes mais baixas e com menos suporte social, desenvolveram uma subcultura com valores e tradições próprias, e diferentes da cultura predominante da classe-média. Estes valores, então, foram passados de geração em geração, e foram determinantes para encorajar esta parcela da sociedade norte-americana a cometer mais crimes.
Miller apontou algumas características que seriam próprias desta subcultura:
1. Dureza: reafirmação da masculinidade e rejeição da fraqueza. Uma de suas formas de manifestação é através da violência
2. Esperteza: Capacidade de enganar e de levar vantagem sobre outros;
3. Excitação: estimulo emocional que pode ser obtido com álcool, jogos de azar e sexo.

Tais características quando manifestadas em adolescentes têm a tendência de se manifestar com mais intensidade, devido a necessidade desse grupo de procurar aceitação e agir conforme as regras estabelecidas. Segundo Miller, os adolescentes possuem maior preocupação com o status, que é conseguido através de grupos de pares.
Miller afirmava que tal subcultura possuía uma forma de viver própria. A existência dela depende diretamente da presença de grupos com baixa renda que sobrevivem com trabalhos de baixa-qualificação. A partir desta forma de trabalho, é que os indivíduos desenvolvem a capacidade de tolerar situações complicadas, grande quantidade de trabalho repetitivo e rotina, que se entrecruzam com períodos de desemprego. É então uma forma de vida marginalizada, que convive diariamente com a monotonia.
Para Miller, as tradições culturais desenvolvidas por essa subcultura, então, seriam uma resposta ao tédio e ao trabalho repetitivo que atinge tal sociedade.
Disponível em: http://gangresearch.asu.edu/walter_miller_library/walter-b.-miller-book/city-gangs-book

### The Journal of Criminal Law and Criminology: Ideologia e criminologia (1973)[6]
A definição de ideologia do autor se resume a " ideais preconcebidas ou  presunções não examinadas que venham a servir como base de posições tomadas abertamente". Tais ideias e presunções estariam carregadas de posições emocionais, impregnando as ciências com preferências subjetivas.
Entende Walter B. Miller que  a influência da ideologia sobre a criminologia é tão expressiva a ponto de constituir uma permanente pauta oculta dos criminólogos. Tal influência contaminaria três ramos da ciência : as causas ou determinações do comportamento criminoso; a natureza do crime; a responsabilidade do criminoso; as medidas adequadas para prevenir o crime e, em um âmbito mais geral, a natureza do homem e seu papel na sociedade. Com o intuito de identificar tais interferências, seguiu a divisão tradicional do espectro político entre direita e esquerda, traçando uma linha horizontal hipotética balizada por extremistas, nestes a carga de ingerência ideológica sobre o olhar científico é obviamente maior, entretanto não careceriam suas ideias de fundamentação razoável, apenas corresponderiam na totalidade às posições de cada espectro supostas pelo autor. Estas foram elencadas com o intuito de instruir o leitor a reconhecer os filiados a cada lado do espectro. Seguem resumidamente.
Os criminólogos e os profissionais ligados à repressão do crime à direita compartilhariam as seguintes concepções:
1. Cada indivíduo é responsável pelo seu próprio comportamento, devendo portanto responder penalmente por eles;
2. uma ordem social saudável requer a manutenção de uma estrutura moral, um crime seria acima de tudo um atentado a ela;
3. devem ser  protegidos vigorosamente da criminalidade os âmbitos de incidência dos costumes tradicionais, principalmente aqueles relacionadas à família, para tanto resguarda-se o direito dos civis de portar armas de fogo ;
4. o melhor modo de se ordenar uma sociedade heterogênea é a manutenção das divisas espaciais e conceituais entre diferentes grupos, corroborando-se para tal fim os direitos de propriedade, facilitadores da segregação civil. Como baluarte de tais concepções e valor mais estimado dos direitistas está a manutenção de vínculos morais intra sociais. O enfraquecimento ou a deturpação destes levaria ao supremo perigo, a seus olhos, da desordem.

Os criminólogos da esquerda, por sua vez, filiariam-se às seguintes assunções:
1. O comportamento criminoso seria um sintoma individualizado de um contexto social deficitário indutor da delinquência, a melhoria daquele abrandaria os índices desta;
2. o sistema penal de regulamentação comportamental fundamenta-se sobre vetusta moral não correspondente às rápidas mudanças sociais da atualidade, além de servir somente os interesses de grupos específicos;
3. a desigual distribuição de poder e recursos afeta toda a sociedade, inclusive os órgãos de repressão ao crime, logo é necessário uma maior participação social na composição e manutenção de tais órgãos,
4. o sistema em questão é propenso a diferenciar indivíduos com base em seu grupo social, gênero ou etnia, deve-se portanto diluir as diferenças entre cidadãos comuns e "desviantes", visto que tal dualismo é enviesado
5. a forma de agir dos agentes da repressão criminal tende a estimular comportamentos criminosos nos seus alvos, além de estigmatizá-los ou submetê-los a controles arbitrários
6. persiste a criminalização de condutas não mais imorais perante à vigente ordem social, logo  devem os legisladores cederem aos pleitos dos movimentos pró descriminalização, v.g., de algumas drogas. Sedimentam-se tais concepções sobre o supremo valor da esquerda, a justiça, por sua vez dependente da distribuição equitativa de poder, recursos, prestígio e privilégios. Em contrapartida, o maior mal social seria a injustiça.

Disponível em: http://www.jstor.org/discover/10.2307/1142984?uid=2134&uid=2485159207&uid=3737664&uid=2&uid=70&uid=3&uid=2485159197&uid=60&sid=21104932136627

### The Growth Of Youth Gang Problems[7]
Miller estudou o intenso aumento do número de gangues juvenis no decorrer dos anos 70, 80 e 90 em grandes cidades. A partir de uma pesquisa empírica, foi possível perceber que os moradores das cidades pesquisadas viam o crescimento das gangues como um problema social. A pesquisa se baseou na relação entre as denúncias feitas contra as gangues pelas autoridades e o local dos problemas.
Miller apontou que o não só o número de gangues aumentou, como os locais de atuação dessas gangues e a quantidade de atividades criminosas envolvendo as gangues. Os estados que mais apresentaram problemas com gangues foram a Califórnia, Illinois, Texas, Florida e Ohio. Miller aponta sete principais motivos para o aumento do número de gangues:
- Drogas
- Imigração
- Alianças entre gangues
- Migração
- Polícia
- Aumento do número de mulheres que sustentam as casas
- Subcultura das gangues
- Mídia

Miller também discute a possível relação entre a identificação do aumento do número de problemas que envolvem as gangues, e o aumento da atenção e das informações a respeito das gangues. É possível que, em determinados momentos, a população se preocupe mais com os crimes envolvendo as gangues, e assim a tenção se volta para estes jovens fazendo com que os problemas sejam mais percebidos e mapeados.

### Youth Gangs in the Urban Crisis Era (1976)[8]
Artigo no Jornal de Delinquência, Crime e Sociedade da Universidade Estadual do Arizona

#### Gangues de jovens e o trabalho de Henry Mckay
No trabalho de quase cinco décadas de Henry McKay, um importante e recorrente tema é a consideração sistemática de padrões de mudança e estabilidade na sociedade, e como esses conceitos são elaborados e aplicados no estudo de fenômenos sociais. (p. 2)
O autor utiliza o mesmo tema no presente artigo, mas com um foco mais restrito: gangues de jovens americanos. O estudo partilha com o trabalho de McKay uma abordagem em que as gangues são vistas como parte do ambiente educacional do bairro local.(p. 2)
Walter B. Miller utiliza a seguinte definição de gangue de jovens:
“Uma gangue de jovens é um grupo de adolescentes que se reúne de maneira recorrente em um ou mais locais extra-residenciais, com afiliação contínua baseada em critérios de inclusão auto-definidos. Recrutamento, locais costumeiros de reunião e áreas de movimentação são baseados na locação em um território delimitado, onde direitos limitados de uso e ocupação são reivindicados sobre certa porção. Limites dos grupos e a composição dos subgrupos são delineados com base em idade. O grupo mantém um repertório variado de atividades, em que atividades centrais incluem tanto atividade social como ilegal, e é internamente diferenciado com base em prestígio, autoridade, papéis de personalidade e formação de “panelinhas”. (p. 2-3).
Baseado nessa definição, Miller entende que a gangue de jovens engloba os três tipos de grupos de jovens que, na descrição de McKay, realizam a educação informal da comunidade local nos 30 e 40: o grupo de brincadeiras, o grupo social e atlético e a gangue delinquente. (p. 4)
Tendo em mente a questão da mudança e da estabilidade, o artigo irá comparar as gangues descritas por McKay com as gangues da era da crise urbana. (p. 4-5)

#### A Era da Crise Urbana
Na década de 60, fatores como imigração, campanhas pelos direitos dos afro-americanos, avanços tecnológicos, mudanças nas composições das populações das cidades, o conflito no Vietnã e os movimentos de oposição a mesma provocaram graves perturbações sociais, cuja concentração nas cidades levou alguns a se referirem à existência de uma “crise urbana”. (p. 5-6)
Essa percepção causou percepções errôneas sobre a natureza das gangues de jovens e sua participação nos distúrbios civis, no ativismo político e na venda e consumo de drogas. (p. 6)

#### Gangues no tempo presente: Prevalência e publicidade
Na década de 50, o interesse da mídia em “gangues guerreiras” criou uma percepção de que tal tipo de gangue era prevalente nos Estados Unidos, embora na realidade esse tipo de gangue tenha sido raro. Na década de 60, a mídia perdeu esse interesse. Com a falta de cobertura sobre esse assunto, criou-se uma percepção de que as gangues haviam desaparecido, ou mudado significativamente de comportamento. (p. 6)
Na década de 70, houve um ressurgimento do interesse da mídia em gangues. As gangues nunca desapareceram ou aumentaram durante esse período. O que ocorreu foi que, no período de relativa paz social dos anos 50, a violência das gangues foi um assunto que atraía interesse. Nos anos 60, como havia perturbações sociais bem mais graves, crimes de gangues deixaram de ser o foco da mídia. (p. 8-10)

#### Mudança e continuidade: Existe uma “nova gangue”?
Não. A percepção da existência de um fenômeno inédito no tema das gangues urbanas é resultado da memória curta da sociedade e da maneira como a ênfase da mídia molda percepções sobre os fenômenos sociais. É inegável que os três fatores da suposta crise urbana, a maior militância de afro-americanos urbanos, o maior ativismo político ou ideológico entre residentes de comunidades de baixo status e a disseminação do uso de drogas, sendo fenômenos urbanos que afetam populações de baixo status, afetaram as gangues de jovens. No entanto, é questionável se eles promoveram a criação de um novo tipo de gangue, com natureza e propósito diferentes das gangues observadas em períodos anteriores.  (p. 17-18).

#### Transformação através de protesto: gangues de jovens e desordens civis
A década de 60 foi marcada por distúrbios civis violentos. Gangues de jovens participaram dos distúrbios, mas não foram seus instigadores. (p. 18)
Os locais e participantes de distúrbios civis são coincidentes com os das gangues de jovens (p. 18). Membros de gangues são atraídos por distúrbios porque gangues buscam aventura, desafiar autoridades e demonstrar ousadia diante dos riscos. (p. 19).
Assim, a participação dos membros de gangues não é uma ruptura, mas sim uma extensão do comportamento de gangues em tempos normais. (p. 20)

#### Transformação através de compromisso: gangues e ativismo político
Uma das predições da mídia dos anos 60 era o futuro surgimento de gangues politizadas pelo movimento dos Direitos Civis. No entanto, essa previsão não se concretizou. Gangues incorporaram vocabulário do movimento em seus discursos de justificação de suas condutas, mas suas práticas permaneceram as mesmas, não demonstrando nenhum real comprometimento com causas políticas ou ideológicas. (p. 22).

#### Transformações através de experiência acentuada: gangues e uso de drogas (p. 22-26)
Durante a era da crise urbana, foi dada grande atenção às drogas. Reinava uma forte percepção de que o abuso de drogas era endêmico entre os jovens. Também houve previsões que as drogas afetariam as gangues, dando origem a gangues de viciados.
Essa foi outra previsão que não se materializou. Gangues utilizam drogas como forma de experimentar e amplificar sensações. Álcool e drogas leves predominam. Não há elemento de escapismo no uso de drogas por gangues, de forma que drogas psicodélicas ou pesadas raramente são usadas. Os padrões de conduta criminal das gangues foram inalteradas pelo surgimento de drogas nas cidades.

#### Elaboração cíclica e percepção de novidade
As gangues de jovens na era da crise urbana são um assunto que demonstra bem o tema da estabilidade em face da mudança. Os anos 60 viram a ocorrência de três fatores com forte potencial de promoção de mudança nos fenômenos sociais: a disseminação do uso de drogas; as tensões raciais; e o movimento de questionamento dos valores e instituições sociais conhecido como “contracultura”. (p. 27)
No entanto, contrário às expectativas, as gangues de jovens não sofreram mudanças significativas, apenas se ajustando para acomodar mudanças na subcultura adolescente. (p. 27).
A estabilidade das características essenciais das gangues pode ser explicada pelo fato de que gangues existem próximas das bases da ordem social, cumprindo uma função de socialização dos jovens nas comunidades de baixo status, o que garante a continuidade de sua existência.  (p. 27-28).
A natureza generalizada das funções das gangues as tornam sensíveis a mudanças na sociedade, mas apenas no que diz respeito a detalhes de suas práticas, não alterando sua natureza básica. (p. 28).
Mudanças nas gangues detectadas por agências externas, como órgãos de serviço social, controle social e mídia, tendem a ser exageradas, em parte devido a uma perspectiva de curto prazo, e em parte devido a incentivos econômicos, em que o inédito é mais valorizado que o rotineiro. (p. 29).
No entanto, apesar das adaptações, as gangues de jovens na era da crise urbana continuam similares em sua essência a seus predecessores nos períodos descritos por McKay. (p. 29).

### City Gangs[9]
City Gangs (gangues urbanas) é um livro não publicado de Walter B. Miller sobre suas observações baseadas nos dados coletados de sete gangues estudadas nos anos 50, ao longo de um período de três anos, em que Miller trabalhou no Programa Especial da Juventude de Boston, um programa piloto que visava testar uma abordagem de aproximação com grupos de adolescentes delinquentes para melhor entender a cultura das comunidades em que estavam inseridos e fortalecer as organizações de bem estar social locais, e promover a cooperação entre as mesmas de forma a garantir melhorias de longo prazo nas vidas desses jovens. (p. 12) Nesse sentido, o programa teve êxito, tendo sido observadas taxas menores de internação em centros correcionais nas gangues inclusas no programa. (p. 14)
As sete gangues, duas de afro-americanos e cinco de europeus descritos como “étnicos”, primariamente irlandeses, atuavam em Roxbury, um bairro grande de Boston. Apenas um dos grupos era altamente delinquente, os restantes sendo descritos como “típicos grupos de esquina de classe operária, para quem atos ocasionais de furto, matar aula, brigas de gangues e vandalismo representavam comportamento normal e esperado”. (p. 12-13).
Miller e sua equipe também procuraram medir a eficácia do processo e dos desfechos do próprio trabalho, uma vez que a eficácia da abordagem de trabalhador de área, com um foco geográfico bem definido, ainda não era bem compreendida. (p. 13)
A avaliação dependeu de cinco conjuntos de dados: diários de trabalhadores de área, o diário das reuniões do diretor do programa com os trabalhadores de área, entrevistas com trabalhadores de áreas, observações diretas dos grupos e gravações em fita das reuniões dos grupos. (p. 14)
O estudo pressagia como estudos de gangues seriam feitos posteriormente nos seguintes aspectos:
- Foco geográfico bem definido;
- Grupo controle bem definido;
- Membros de gangues de ambos os sexos inclusos (p. 14)
O texto original não foi publicado por ter sido considerado muito longo, e pela recusa do autor em remover conteúdo. (p. 14)
O trabalho de Walter Miller focava em como relacionamentos e a cultura influenciavam atividades diárias. Em sua abordagem, membros de gangues eram entendidos como jovens praticando comportamentos normais de suas comunidades. (p. 15)
Apesar do estudo em que se baseia ter sido realizado nos anos 50, o livro permanece relevante porque os processos sociais que produzem gangues e delinquência são essencialmente os mesmos ao longo do tempo (p. 17).
City Gangs vem ao encontro das pesquisas contemporâneas de gangues nos seguintes aspectos:
1. as famílias dos membros de gangues são consideradas;
2. o papel das instituições sociais nas vidas dos membros das gangues é discutido;
3. raça, etnia e imigração como fatores de pertencimento a gangues são considerados;
4. tratamento aprofundado do papel da “esquina” ou da rua; (p. 19)
5. as gangues discutidas nos livros são grupos graduados por idade;
6. meninas são um foco explícito do programa de intervenção e estudo das gangues; (p. 20)
7. o livro providencia um estudo comparativo das gangues;
8. experiências da gangue na prisão e na rua são contrastadas;
9. inovação metodológica no estudo das gangues e seus membros;
10. contribuições teóricas à compreensão das gangues e da delinquência;
11. contribuição teórica à compreensão das brigas e da violência de gangues;
12. comportamento sexual dos membros das gangues foi levado em consideração. (p. 22)

Miller analisa o ambiente em que as gangues de jovens tipicamente surgem. São discutidas a comunidade urbana de classe baixa, sua evolução, e a persistência da subcultura de classe baixa.
O bairro que foi foco do estudo é descrito como um bairro residencial de trabalhadores não qualificados, de baixa educação e renda, mas não empobrecidos. O conceito de comunidade urbana de classe baixa é definido como sendo demograficamente similar com o restante da região metropolitana, porém com uma quantidade maior de mulheres do que de homens e com baixo nível de educação, com grande proporção da população sem o ensino médio completo e com a maior parte da população masculina trabalhando em ofícios manuais. Contrário aos estereótipos, que apresentam comunidades de classe baixa como caóticas, o autor descreve o bairro estudado como uma comunidade coesa.
A existência da classe baixa em si seria para o autor um requisito para a viabilidade do sistema socioeconômico do qual todas as classes fazem parte (p. 198). A formação e persistência da subcultura da classe baixa, por sua vez, seria uma adaptação dos subsetores da sociedade relegados aos trabalhos de baixa qualificação e prestígio a uma existência de baixo status. (p. 191)
O autor argumenta que gangues adolescentes urbanas não podem ser consideradas desviantes, uma vez que, nas comunidades em que estão inseridas, pertencimento a uma gangue é comum entre adolescentes, sendo, portanto, “normal”. (p. 205)
O autor também observa que, contrário à percepção e expectativas populares, gangues não são frutos das peculiaridades de cada época, havendo uma continuidade histórica na existência de gangues nos EUA, e que também não há diferenças significativas entre gangues de brancos e negros. (p. 216 e p. 234).
São dadas como características básicas das gangues de jovens:
1. Congregação extra-residencial rotineira;
2. Base territorial;
3. Pertencimento baseado em faixas de idade;
4. Repertório versátil de atividades;
5. Diferenciação interna, com existência de figuras de autoridade, funções específicas e “panelinhas”. (p. 205)

Com relação a comportamento criminal, baseado em dados estatísticos, o autor observa que os índices de crimes cometidos por jovens se mantêm estáveis diante de mudanças demográficas, indicando que a conduta criminal das gangues de jovens está mais ligada a fatores de sua subcultura que a forças socioeconômicas. (PP.454–456)
Famílias (entendidas no sentido de unidades de criação de crianças, quaisquer que sejam suas composições) e gangues são as formas de associação mais prevalentes na vida do jovem no bairro estudado. (p. 459-460).
Para pré-adolescentes em comunidades de baixo status, as gangues providenciam a segurança e apoio mútuo que as tornam análogas à família na transição de criança dependente da família para jovem adulto pronto para enfrentar o mundo exterior. (p. 463). A versatilidade na gama de atividades promovidas pela gangue a tornam um importante promotor da socialização dos adolescentes nela inseridos (p. 464).
Todas as gangues estudadas bebiam, a despeito da ilegalidade do consumo de álcool por menores. O consumo de álcool estava fortemente ligado à cultura da comunidade. (p. 659) Para os garotos, beber era importante como forma de demonstrar masculinidade e maturidade, tal como entendidas na comunidade. “Beber como um homem” conferia prestígio social. (p. 661).
Furto era a forma dominante de crime das gangues. (p. 691-692). Mesmo assim, metade dos membros das gangues estudadas não cometeram furto durante o período de estudo. (p. 737).
Diferente do consumo de álcool e furto, crimes violentos não eram um aspecto dominante na vida das gangues. (p. 804) Uso de armas e ocorrência de ferimentos graves em agressões eram relativamente raros (p. 810). O autor enfatiza que violência não era a atividade dominante das gangues, muito menos a razão central de sua existência. (p. 818).

## Teorias

### Críticas a teorias correntes[10]
A época que  Walter B. Miller iniciou suas análises sobre delinquência juvenil,vigia duas grandes teorias a respeito do surgimento e manutenção da violência nas grandes cidades norte-americanas. A primeira delas, datada das décadas de 1910 e 1920,  encontrava no conceito de "desorganização social" determinações aptas a influenciar os jovens a delinquir. Tal desorganização decorria do fato de serem as localidades urbanas mais pobres "zonas de transição", pois abrigavam temporariamente migrantes e imigrantes necessitados até que estes pudessem novamente migrar a outro local mais próspero.
A desorganização devia-se também, em parte, à carência de educação formal e a ocupação da maior parte dos residentes em empregos transitórios intersubstituíveis de baixa qualificação. Estas "zonas de transição" seriam naturalmente palcos de conflitos culturais por vezes violentos, além de fervilhar de comportamentos desviantes inaceitáveis em localidades "estáveis", v.g., a prostituição,o alcoolismo, as apostas ilícitas e as gangues de jovens.
A crítica de Walter B. Miller a tais teorias baseia-se no fato de terem as "zonas de transição"em 20 anos evoluído, mostrando-se áreas de habitação estável, inclusive abrigando mais de uma geração., não tendo com isso a criminalidade diminuído. Ademais, tomavam os teóricos como modelo o padrão de comportamento da classe média, sendo portanto o conceito de "desvio" apenas fruto de uma comparação superficial de costumes não um conceito antropológico  devidamente elaborado.
Uma segunda corrente, surgida na década de 1950, é citada por Miller como "teorias de negação de oportunidade legítima". Estas enxergavam a extrema pobreza,a injustiça social e a discriminação racial contra os habitantes das áreas carentes  como as principais determinações da delinquência, i.e., os jovens vitimizados pelo contexto social enxergavam a delinquência como válvula de escape do pauperismo.
O autor mostra, contudo, que a criminalidade persistia apesar de mudanças socioeconômicas nos locais estudados. Não mais havia o predomínio de negros, o que explicaria a discriminação oriunda de outras partes da cidade, tampouco permaneceram os indicadores sociais enormemente adversos. Com o crescimento econômico dos Estados Unidos no pós-guerra e a emergência do estado de bem-estar social, não poderia mais a criminalidade ser atribuída à pobreza extrema e a calamitosas condições de vida da população, que ainda permanecia pobre, mas não miserável. Em suma, se a miséria justificaria a criminalidade, deveria esta ter decrescido com a redução da primeira.

### Classes Baixas[11]
Walter B. Miller entendia como fundamental para a análise da delinquência juvenil e das gangues de jovens a delimitação do conceito de "classe baixa", visto que os fenômenos pareciam afetá-la com particular intensidade. O autor percebeu que os antropólogos o determinavam de duas formas. A primeira era o simples enquadramento sócio-econômico de pessoas em determinados grupos estatísticos, i.e., pertenceriam à classe baixa aqueles que tivessem determinado grau de escolaridade, desfrutavam de determinada renda etc.
O problema de tal compreensão é considerar as médias estatísticas como "normas" , quando são apenas demonstrativos numéricos que não necessariamente retratam a realidade.  Um exemplo da imprecisão reside no fato de países com significativa desigualdade social poderem ter uma renda per capita  demasiadamente diferente da real renda média da população não abastada. Ademais, as estatísticas agrupadas para a caracterização de uma classe não necessariamente correspondem entre si, não havendo portanto coesão no conceito de classe puramente estatístico. Por exemplo, há , nos Estados Unidos, integrantes da classe média que receberam, em anos, a mesma educação formal que integrantes da classe baixa, não podendo os números aferir a qualidade da educação. Em suma, as estatísticas são índices indiretos de análise, i.e., podem definir características de um grupo de pessoas pré-determinado, mas não podem ser usadas para delimitar um grupo homogêneo de pessoas.
Para Miller, a melhor forma de definir uma "classe baixa" é a identificação de "padrões de vida". Estes reúnem uma série de conceitos complexos não necessariamente exprimíveis em números. Dentre eles, principalmente, a relação do indivíduo com membros de outras localidades, um conjunto de conceito e preocupações semelhantes e  práticas retiradas, i.e., uma única"subcultura". Uma vez delimitada a subcultura, pode-se então proceder com segurança ao enquadramento de seus membros a dados estatísticos, obviamente não para definir a classe, mas antes para compreender suas condições de vida.

### Subcultura[13][14]
Subcultura
O autor adota parcialmente a teoria do criminólogo Robert Merton. Este compreendeu que grande parte da sociedade americana valoriza bens de consumo semelhantes, entretanto em meios de escassez e desvantagens sociais há incentivos contextuais à delinquência, visto que a facilidade dos meios de obtenção dos bens difere conforme a classe social estudada. Entretanto, tais incentivos não seriam a mera oportunidade fática de obtenção de bens por meios ilícitos ou a dificuldade de se fazê-lo por meios lícitos.
Seriam eles, primariamente,  valores específicos de um grupo social que enalteceriam ou rejeitariam comportamentos. Tais valores não necessariamente substituem outros que abarquem também maior parcela da sociedade, pois podem os valores coexistir em uma relação de sobreposição, i.e., um valor social geral pode ceder diante de um valor grupal específico. Já  os valores específicos do grupo comportariam uma relação de "compartilhamento", pois integrariam um todo coeso, denominado subculturas.
Supõe Walter B. Miller que as subculturas sejam  "componentes intrínsecos de uma adaptação social viável"pág ( 190). Em outras palavras, as subculturas se desenvolvem como forma de garantir a sobrevivência de uma parcela da sociedade que se ocupe de determinadas atividades, geralmente que requeiram qualificações formais semelhantes. Para suprir as desvantagens sociais sofridas pelo grupo, por exemplo o baixo prestígio perante a sociedade como um todo, faz-se necessário o desenvolvimento de um fluxo de relações sociais intra grupal, esse se dá principalmente pelo compartilhamento de valores e práticas reiteradas. Pode-se portanto supor que a mudança das condições que deram origem a tais conjuntos de valores e práticas tenderia a minguar as manifestações sub culturais, no entanto não é o que ocorre. Na verdade subsistem as subculturas até mesmo após a substituição étnica de seus membros. Assim ocorre pois não está a subcultura diretamente relacionada às origens culturais de seus adeptos, mas principalmente vinculada aos modos de produção nos quais estão seus aderentes engajados. Entende o autor que a manutenção se dá por um dual processo "econômico-ecológico" de adaptação e manutenção, i.e.., os fatores econômicos que contribuíram para o surgimento da subcultura unidos às vantagens sociais locais por ela facilitadas são os responsáveis pela sua vigência.
Os fatores econômicos de manutenção explicam-se pelo comum "generalismo"(p. 171) das regiões estudadas. Este termo é usado pelo autor para se referir a modos de produção de baixa especificidade e consequente inter substutividade das atividades econômicas desenvolvidas, pois os menores salários e a baixa qualificação predominante em tais  regiões tende a atrair tal tipo de atividade pouco qualificada.  O termo ecológico é empregado em referência à abrangência eminentemente local das subculturas, posto que diferentes locais e contextos tendem a parir valores sociais distintos. Em relação ao ambiente, notou-se que uma vez que os membros das regiões adquiram condições para migrar há tendência para que o façam, permitindo que suas moradias locadas sejam então habitadas por novos migrantes, que por sua vez se enquadram na demanda econômica local, realimentando o processo de manutenção. Ademais, tendem os novos migrantes a preservar os modos de relação inter pessoal localmente estabelecidos, visto que assim será facilitada a integração.

### Tendências da Criminologia[16]
A criminologia, para o autor, tende cada vez mais à ideologização. As concepções descritas deixaram de ser hipóteses passíveis de verificação para se tornarem dogmas inatacáveis. As consequências de tal tendência podem se resumir em:
1. crescente polarização não restrita à criminologia, mas também aos órgãos de repressão,
2. "projeção reversa": a identificação por um adepto de um espectro de enxergar a sua contraparte como necessariamente extremista, apesar de às vezes figurar próxima ao centro
3. Seleção Ideologizada: a hierarquização dos problemas conforme afetem a posição ideológica do sujeito, e não conforme sua extensão ou gravidade objetivamente analisadas  ,
4. Constrição de informações:supressão de dados que confrontem a posição ideológica do criminólogo ou agente de repressão
5. Catastrofismo : exigências alarmistas por parte de um sujeito ideologizado (a quem quer que seja) para a consecução de seus fins ideológicos sob a  previsão de supostas consequências extremamente graves caso seus pleitos não se efetivem
6. Magnificação de prevalência: enaltecimento irreal de condutas extremas contrárias à ideologia do locutor, por exemplo, por parte de esquerdistas, a afirmação de que a maioria dos policiais é sádica e, por parte de direitistas, de que a maioria dos beneficiários de programas assistencialista é formada de fraudadores.
7. Distorção da oposição:  o infiel relato das verdadeiras posições defendidas pela parte contrária, por meio de distorções conceituais ou de acusações de posições extremistas jamais defendidas.

## Publicações
- 1956 - Implications of Urban Lower Class Culture for Social Work, Miller
- 1956 - A Research Project on a Community-Focused Method of Delinquency Control
- 1956 - A Research Project on a Community-Focused Method of Delinquency Control
- 1957 - A Corner Girl Discusses
- 1957 - A Roxbury Mother
- 1957 - Juvenile Crime in the Special Youth
- 1957 - Work With Groups in a Metropolitan "Inner-City" Problem Area
- 1958 - Trends in "Delinquent Acts" Committed by Members of Eight Adolescent Corner Groups Worked with by Social Workers
- 1959 - Preliminary Generalized Theoretical Orientations to the Study of Gang Delinquency Developed from the Boston Delinquency Program
- 1958 - Progress Report: Research on the Effectiveness of the Corner-Group Worker Method for Controlling Delinquency in Juvenile Gangs
- 1959 - Some Characteristics of Present-Day Delinquency of Relevance to Educators
- 1965 - Subculture and Customary Behavior
- 1973 - The Journal of Criminal Law and Criminology
- 1976 - Adolescent Subculture and Drug Use
- 1989 - Gangs in America- Why the US has failed to solve its Youth Gang Problem
- 1998 - The Growth Of Youth Gang Problems.

Disponíveis em: http://gangresearch.asu.edu/walter_miller_library